# Karl Faltis
Karl Faltis (27. ledna 1857 – 24. prosince 1922 Baumgarten) byl rakouský podnikatel a politik německé národnosti z Čech, poslanec Českého zemského sněmu.

## Biografie
Jeho otcem byl trutnovský textilní podnikatel Johann Faltis (1796–1874). Karl vystudoval reálnou školu v Trutnově, obchodní akademii a další vzdělávací ústavy ve Švýcarsku. Zabýval se textilním podnikáním v Londýně a Paříži. Podnikl četné zahraniční cesty. Když roku 1874 zemřel jeho otec, převzal Karl společně s bratry Richardem, Johannem a Fritzem vedení jeho textilní firmy v Trutnově. Byl společníkem firmy Johann Faltis Erben. Patřil mezi nejvýznamnější české a rakouské průmyslníky. Roku 1883 se jeho manželkou stala Marianne Wiesenburg, dcera vídeňského průmyslníka Adolfa Wiesenburga. Zemřela roku 1911. Měli tři dcery. V roce 1913 se Faltis oženil podruhé, s dcerou Dr. Steina z Mautern. Od poloviny 90. let žil střídavě ve Vídni a na svém statku v Baumgarten u Mautern. Pravidelně ale dojížděl na zasedání správní rady firmy Johann Faltis Erben v Trutnově a pobýval často na letním bytě v Janských Lázních. Podporoval německou tělovýchovu v Trutnově (Turnverein) a poskytoval stipendia chudým místním studentům. Od roku 1887 byl členem obecního výboru v Trutnově a od roku 1890 i městské rady. Od roku 1890 byl i členem okresního zastupitelstva. V letech 1890–1917 zasedal v parlamentní komisi pro stanovení obchodních cen v zahraničním obchodě ve Vídni. Měl titul komerčního rady. Zastával funkci prezidenta Svazu pěstitelů lnu a konopí v Trutnově.
V 90. letech se zapojil i do vysoké politiky. V doplňovacích zemských volbách v květnu 1890 byl zvolen na Český zemský sněm, kde zastupoval kurii městskou, obvod Trutnov, Broumov, Police. Rezignoval v září 1892. Byl oficiálním kandidátem německého volebního výboru (tzv. Ústavní strana).
Zemřel v prosinci 1922 ve věku 66 let po delší bolestivé nemoci na zámku Baumgarten u Mautern an der Donau v Rakousku. Tělo mělo být převezeno k uložení do Trutnova.